# پریش فلیشیانا شرقی (لوئیزیانا)
ایست فلیشیانا پریش (به انگلیسی: East Feliciana Parish) یک قصبه در ایالات متحده آمریکا است که در لوئیزیانا واقع شده‌است.

## خصوصیات
ایست فلیشیانا پریش ۱٬۱۸۱٫۰۴ کیلومترمربع مساحت دارد.